# Cinna latifolia
Cinna latifolia — вид рослин родини тонконогові (Poaceae), поширений у пн.-сх. Європі, помірній Азії й Кавказі, Північній Америці.

## Опис
Багаторічна трав'яниста рослина з коротким кореневищем. Стебла 8–190 см завдовжки, 1.8–3 мм діаметром, 4–9-вузлові. Лігула 1.3–8 мм довжиною, тупа. Листові пластини 15–25 см × 1–20 мм, шорсткі з обох сторін. Суцвіття — відкрита волоть, ланцетна або яйцеподібна, щільна або пухка, похила, 3–46 см завдовжки, 0.5–20 см завширшки. Колоски поодинокі. Зернівки довгасті 1.8–2.8 мм завдовжки.

## Поширення
Поширений у пн.-сх. Європі, помірній Азії й Кавказі, Північній Америці. В Україні вид не росте..

## Галерея

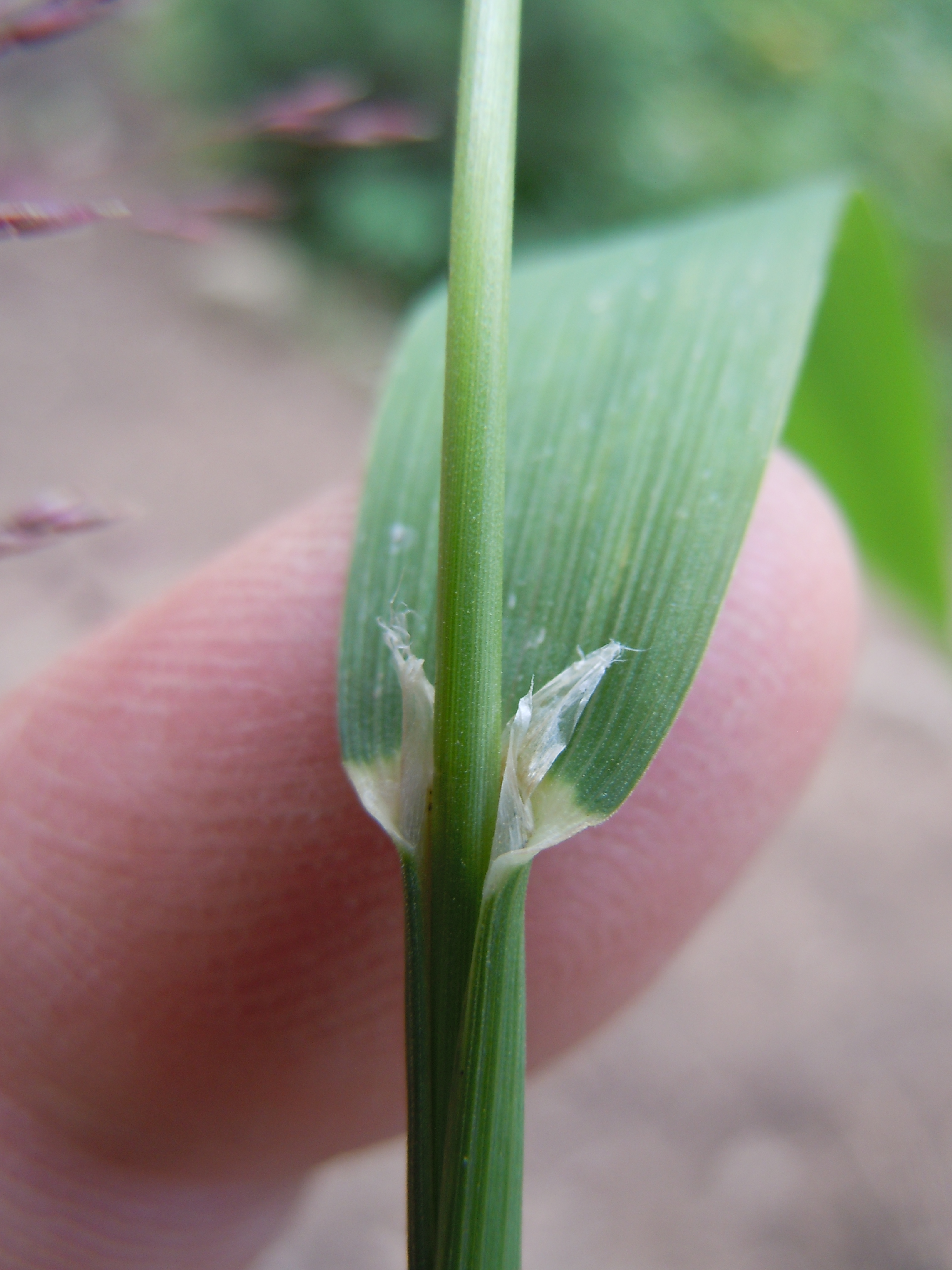
стебло й листок
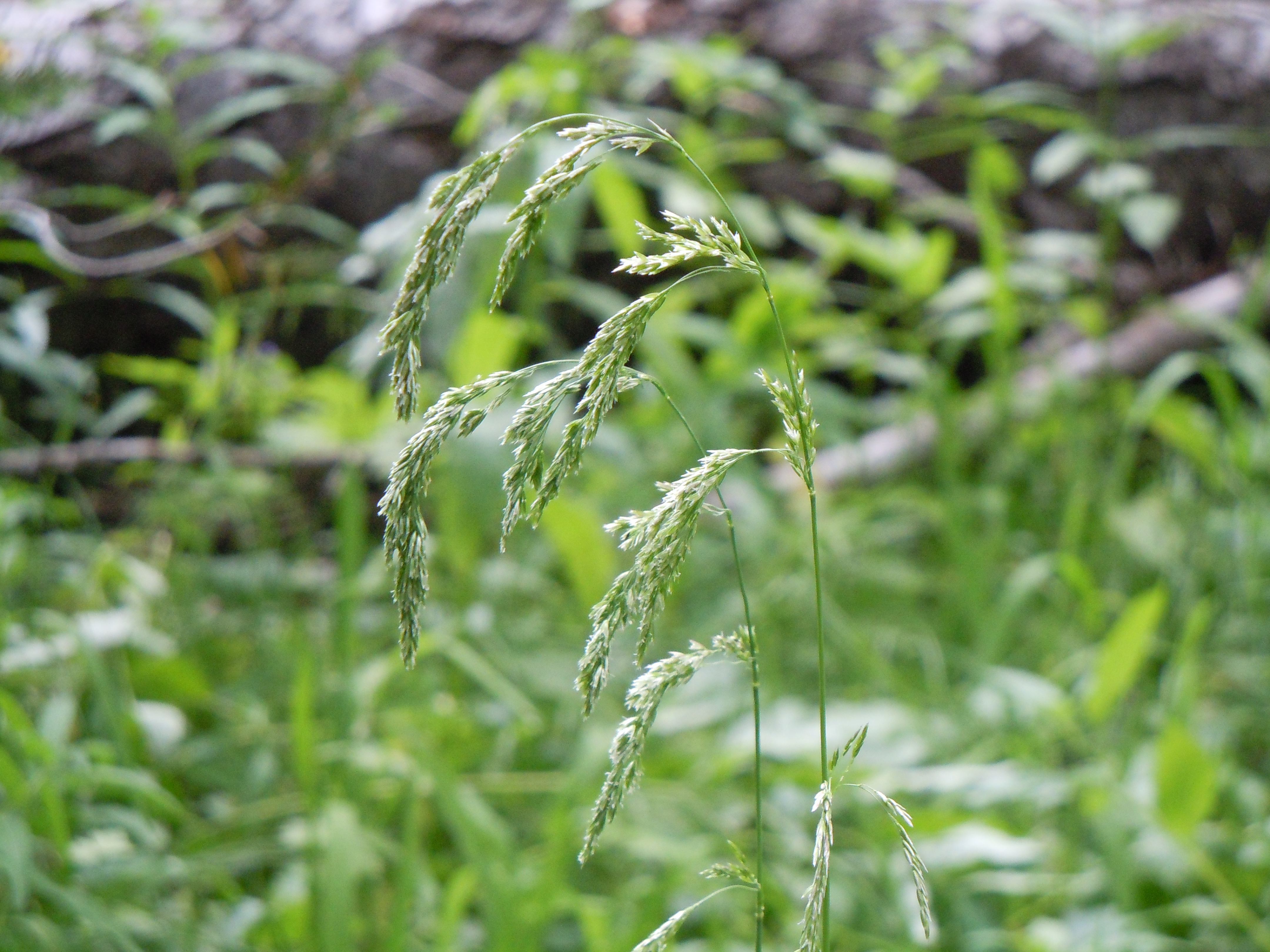
суцвіття